# Nackt und zerfleischt
Nackt und zerfleischt (Originaltitel: Cannibal Holocaust) ist ein dem Exploitation-Genre nahestehender Kannibalenfilm von Ruggero Deodato aus dem Jahr 1980. Er gilt als einer der kontroversesten Filme des 20. Jahrhunderts, nicht nur wegen seines Sujets, sondern auch durch die Verwendung von echten Tiertötungen, der Aufnahme echten Dokumentarfilmmaterials sowie der rassistischen Darstellung der Eingeborenen als Kannibalen. Auf Grund seiner grafischen Gewaltdarstellung unterlag und unterliegt er in mehreren Ländern Zensurmaßnahmen. In Deutschland ist die Originalversion bundesweit beschlagnahmt und die gekürzten Versionen sind indiziert.
Auf Grund seines kontroversen Inhalts gilt er als Kultfilm unter Horrorfilm- und Splatterfilmfans. Er ist zugleich ein frühes Beispiel für den Found-Footage-Film.

## Handlung
1979 verschwindet eine US-amerikanische Filmcrew im Amazonas-Regenwald. Das Team um den Dokumentarfilm-Regisseur Alan Yates, Drehbuchautorin Faye Daniels und die beiden Kameramänner Jack Anders und Mark Tomaso wollte dort unter dem Titel The Green Inferno eine Dokumentation über angebliche Kannibalen-Stämme in den Tiefen des Urwalds drehen.
Der angesehene Anthropologe Harold Monroe von der New York University reist an den Amazonas, um mit einem Team aus Söldnern nach dem Verbleib des Filmteams zu forschen. Bereits vor seiner Ankunft hat ein Söldnerteam einen Yacumo gefangen genommen, der sie zu seinen Stammesbrüdern führen soll. Monroe und sein Team verlassen sich auf einen zynischen Führer und betrachten den gefangen genommenen Yacumo mit Argwohn. Während sie mehrere Tage durch den Dschungel reisen, finden sie schließlich den Stamm. Sie stoßen zunächst auf einen der Eingeborenen, der eine Stammesangehörige auf grausame Art in einem merkwürdigen Ritual tötet. Zunächst vergewaltigt er die Frau mit einem Holzpenis und führt anschließend eine mit Spitzen gespickte Schlammkugel in ihre Genitalien ein. Anschließend erschlägt er sie mit dem Holzpenis. Die Gruppe verfolgt den Eingeborenen zum Dorf, wo sie den gefangen genommenen Yacumo freigeben. Der Stamm begegnet den Eindringlingen mit sichtbarer Feindseligkeit, ist aber zu verängstigt um etwas zu unternehmen. Sie verständigen sich miteinander und erfahren, dass das Filmteam viel Leid unter den Dorfbewohnern verursacht habe.
Das Team geht tiefer in den Dschungel und befreit einige Yanomami, die gerade mit den Shamatari in Konflikt stehen. Die Eingeborenen zeigen sich dankbar, sind jedoch weiter misstrauisch und reserviert. Um ihr Vertrauen zu gewinnen, badet Monroe nackt im Fluss, um so zu zeigen, dass auch sie Menschen seien. Der Plan geht auf und einige Frauen nähern sich ihm, baden nackt mit ihm und berühren ihn. Anschließend führen sie ihn zu einer Art Schrein, wo die Überreste des Filmteams aufgebahrt sind. Daneben befindet sich eine Filmrolle. Um an diese zu kommen, bedient sich Munroe nun eines Tricks. Er spielt den Eingeborenen ihre Gesänge auf einem Kassettenrekorder vor und tauscht diese gegen die Filmrollen.
Zurück in New York gibt es eine Besprechung mit Pan American Broadcasting System, die Interesse an dem bislang ungesichteten Filmmaterial haben. Sie wollen das Material senden und Munroe soll die anthropologischen Hintergründe dazu erläutern. Zur Einstimmung sehen sie den Film The Last Road to Hell (engl. für „Die letzte Straße zur Hölle“), einen alten Dokumentarfilm von Yates über ein Massaker von Soldaten an Dorfbewohnern. Munroe ist skeptisch, weil er das Material noch nicht gesehen hat, er beginnt im Anschluss mit der Sichtung.
Das Filmmaterial erhält den Titel The Green Inferno (engl. für „Die grüne Hölle“). Die ersten Szenen zeigen das Team, wie es sich durch den Dschungel schlägt, relativ entspannt und zu Scherzen aufgelegt. Auch eine Sexszene zwischen Alan und Faye findet ihren Weg auf die Filmrolle. Nach einigen Tagen wird ihr örtlicher Führer Felipe von einer giftigen Schlange gebissen. Zunächst versuchen sie das Gift herauszuschneiden. Am Ende amputieren sie sein Bein mit einer Machete und brennen die Wunde aus. Doch Felipe verstirbt. Ohne Führer gehen sie weiter. Beim Weitergehen treffen sie schließlich auf einen Yacumo. Um ihm zu folgen schießen sie ihm ins Bein. Im Dorf angekommen schüchtern sie die Bewohner ein und erschießen vor ihren Augen ein kleines Schwein. Anschließend stecken sie das Dorf an und tun so, als handele es sich um das Massaker eines anderen Stammes an den „friedlichen“ Yacumo. Bei den Dialogen zwischen den Crewmitgliedern wird dann auch deutlich, dass das Team bei Last Road to Hell ähnlich vorgegangen war. Eine weitere Filmrolle zeigt eine Eingeborene, die gerade ein Kind bekommt, die Nabelschnur durchbeißt und danach das schreiende Kind im Schlamm erstickt. Die Eingeborene wird dann von mehreren anderen gesteinigt. Munroe ist entsetzt und gibt dies auch an den Fernsehsender weiter, der jedoch weiter auf der Ausstrahlung des Materials beharrt.
Die letzten beiden Filmrollen werden deshalb mit den Filmproduzenten gemeinsam angesehen. Die erste Rolle zeigt, wie Jack, Alan und Mark eine Eingeborene der Yanomami nacheinander vergewaltigen, während Faye versucht zu protestieren, jedoch eher um die Sorge, dass Filmrollen verschwendet werden. Im Hintergrund ist ein Yanomami-Krieger zu sehen, der die Szene beobachtet. Anschließend ist zu sehen, wie das Vergewaltigungsopfer gepfählt von der Filmcrew aufgefunden wird. Die Regieanweisung lautet, so zu tun, als habe man sie gerade erst entdeckt. Als Sprecher sagt Yates, sie wäre für den Verlust ihrer Jungfräulichkeit getötet worden.
Kurz darauf wird die Filmcrew von den Yanomami angegriffen. Jack wird von einem Speer getroffen. Alan schießt auf ihn, um selbst zu entkommen. Jack wird gefangen genommen und mit einer großen Machete kastriert. Anschließend töten die Eingeborenen ihn und zerstückeln seine Leiche. Auf der Flucht verläuft sich die Gruppe. Alan hat nur noch eine Leuchtpistole, mit der er die Eingeborenen auf Distanz hält. Faye wird schließlich von einer Gruppe der Eingeborenen gefangen genommen und mehrfach vergewaltigt. Alan will sie befreien, doch Mark besteht darauf, das Ganze zu filmen. Am Ende wird Faye erschlagen und geköpft. Die letzten Bilder zeigen, wie die Yanomami Mark und Alan entdecken, diese auf der Flucht hinfallen und ebenfalls getötet werden.
Nach der letzten Szene ordnen die Fernsehproduzenten an, dass das Material vernichtet wird. Mit den Worten: „I wonder who the real cannibals are?“, („Ich frage mich, wer die echten Kannibalen sind.“) verlässt der Professor das Gebäude, um dann im Großstadtdschungel unterzutauchen.
In einer Texttafel nach dem Abspann wird erklärt, dass ein Techniker des Fernsehsenders das Tape illegal aus dem Studio herausgeschmuggelt habe.

## Produktion und Vertrieb

### Dreharbeiten

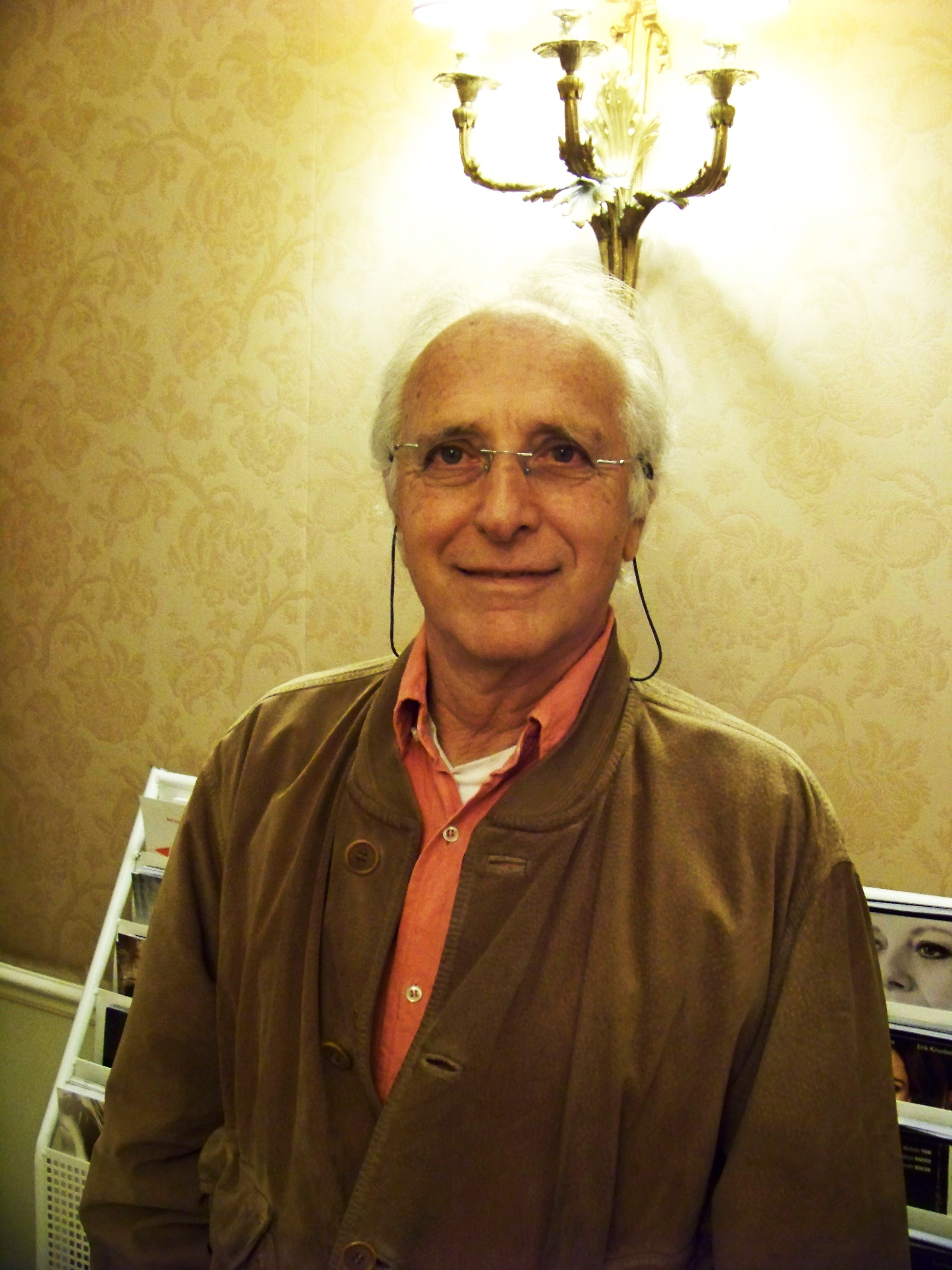
Regisseur Ruggero Deodato (2008)

Nackt und zerfleischt ist nicht Ruggero Deodatos erster Ausflug in die Welt der Kannibalenfilme. 1977 drehte er den Nachfolger zu Umberto Lenzis Mondo Cannibale von 1972, den Film Mondo Cannibale, 2. Teil – Der Vogelmensch. Zu jener Zeit waren italienische Filme weltweit begehrt und vieles wurde von den Produktionsgesellschaften blind gekauft. Es beteiligten sich ein deutsches Filmproduktionsteam mit etwa 90.000 DM sowie ein japanischer Investor. Mit Franco Di Nunzio und Franco Palaggi fand Deodato weitere Produzenten, die ihm Geld zugaben. Die Idee zum Film kam Deodato nachdem er einige Mondo-Filme von Gualtiero Jacopetti gesehen hatte und den Realismus liebte.
Die Produktion des Films fand vom Juni bis Juli 1979 innerhalb von fünf bis neun Wochen an Originalschauplätzen im Amazonas statt. Der überwiegende Dreh fand in Süd-Kolumbien an der Grenze zu Peru und Brasilien, nahe der Stadt Leticia statt. Der Drehzeitraum war vom Juni bis Juli 1979. Ein weiterer Drehort war die sogenannte Affeninsel („Isla de los Micos“), eine Flussinsel mit zahlreichen frei lebenden Totenkopfaffen. Mike Tsalikys, der damalige Besitzer der Affeninsel, stellte seine Insel für Naturszenen zur Verfügung und beschaffte einige Tiere für die Produktion. Der Drehort wurde kurz darauf von Umberto Lenzi für Die Rache der Kannibalen (1981) ebenfalls genutzt. Dabei griff Lenzi auf die gleiche Crew zurück und nutzte ebenfalls Mike Tsalikys’ Kontakte. Dieser wurde in den 1990ern wegen Drogenhandels und Handels mit Wildtieren angeklagt und zu 20 Jahren Haft verurteilt, bestritt diese Vorwürfe jedoch Zeit seines Lebens.
Der Dreh fand mit einer Crew statt, die etwa 15 Leute, inklusive der Schauspieler umfasste, sowie örtliches Personal. Die Kosten beliefen sich differierenden Angaben zufolge auf eine Summe von 100.000 bis 200.000 US-Dollar.
Die Gegend, in der sie drehten, war zu jener Zeit außerdem als Drogenumschlagplatz bekannt, wobei die Crew wenig Probleme mit den Drogenschmugglern hatte. Laut Darsteller Gabriel Yorke waren die Drogen, insbesondere Kokain, jedoch allgegenwärtig und auf dem Filmset wohl auch verfügbar. In einer Szene des Films wurde einem Eingeborenen Kokain gereicht, um ihn gefügig zu machen. Probleme hatte die Crew vor allem mit Schlangen, die überall am Set zu finden waren.
Da der Film auf Englisch gedreht werden sollte, benötigte Deodato Schauspieler aus Amerika. Die jüngeren Schauspieler fand er beim Actor’s Studio in New York, wo auch einige Aufnahmen entstanden. Gleichzeitig drehte er dort auch schon Szenen für den nachfolgenden Film Der Schlitzer.  Da er jemanden mit italienischem Hintergrund suchte, nahm er Luca Giorgio Barbareschi, der dort gerade Anglistik studierte. Francesca Ciardi stammte aus Rom und war eine Freundin seiner Schwester. Er wusste von ihr, dass sie fließend englisch sprach und setzte sie gegen den Widerstand der Produzenten durch. Für die vermutlich schwierigste Rolle, die Frau, die vergewaltigt und gepfählt wurde, nahm er kurzerhand die kolumbianische Kostümbildnerin, die er engagiert hatte.

### Veröffentlichung
In Italien hatte der Film seine Premiere am 7. Februar 1980. Der Vertrieb erfolgte über PIC Distrubizione. In Italien erhielt er eine Altersfreigabe ab 18 Jahren. Die Gesamtlänge betrug 95 Minuten. In Deutschland startete der Film am 16. Januar 1981 im Kino, ebenfalls mit einer Altersfreigabe ab 18 Jahren und einer Lauflänge von 92 Minuten. Den Vertrieb übernahm Jugendfilm.

## Synchronisation
Die deutsche Version unterscheidet sich in der Synchronisation von der Originalfassung. Bereits der Titel wurde geändert, da der Begriff Holocaust (engl. eigentlich „Brandopfer“) im deutschen meist auf die Shoa hinweist und eine andere Konnotation als im englischsprachigen Raum hat. Daher erinnert der deutsche Titel Nackt und zerfleischt eher an einen Exploitation- oder Slasherfilm. Zum Teil wurden auch die Rollennamen geändert. Einige Dialoge wurden ebenfalls umgeschrieben, zum Teil sinnentstellend.
| Rolle                   | Darsteller         | Synchronsprecher  |
| ----------------------- | ------------------ | ----------------- |
| Professor Harold Monroe | Robert Kerman      | Erich Ebert       |
| Alan Yates              | Carl Gabriel Yorke | Ivar Combrinck    |
| Mark Tomaso             | Luca Barbareschi   | Michael Ande      |
| Faye Daniels            | Francesca Ciardi   | Christina Hoeltel |
| Jack Anders             | Perry Pirkanen     | Manfred Seipold   |

## Hintergründe

### Die italienische Berichterstattung über die Roten Brigaden
Deodato zog Parallelen zwischen der Berichterstattung über die Roten Brigaden durch die italienischen Medien, die seiner Meinung nach journalistische Integrität und Ethik vermissen ließen, und dem Gebaren des Kamerateams in seinem Film; insbesondere seien gewisse Szenen in den Nachrichten gestellt gewesen.

### The Last Road to Hell
Nach Deodato wurde als Anspielung auf das Schaffen des Mondo-Regisseurs Gualtiero Jacopetti der fiktive Film „The Last Road to Hell“, welcher Videomaterial von echten Hinrichtungen beinhaltet, als eine vermeintliche Vorgängerdokumentation des Filmteams aus Cannibal Holocaust eingefügt. Nach Riz Ortolani, der die Musik für Cannibal Holocaust komponierte und von Deodato wegen seiner Arbeit für Jacopettis Mondo Cane engagiert wurde, stellt der Film in gewisser Weise eine Hommage an die Filme des Regieduos Jacopetti und Prosperi dar. In dem kurzen Film sind Hinrichtungen vermutlich aus Vietnam und Uganda zu sehen. Genauere Angaben lassen sich nur für zwei der Szenen finden. Die ersten 14 Sekunden zeigen Szenen aus Nigeria, da ein Teil der Aufnahmen auch im Mondo-Film Dimensione violenza (1984) von Mario Morra Verwendung fanden. Die letzte Sequenz wiederum sind Bilder aus Uganda. Sie sind im Dokumentarfilm Général Idi Amin Dafa: Autoportrait von Barbet Schroeder ebenfalls zu sehen, jedoch in längeren Einstellungen. Sie sollen Erschießungen vom 10. Februar 1972 zeigen, die gleichzeitig in mehreren Städten abliefen.

### Fehlende Szenen
Es existieren mehrere Fotos und vermutlich auch Szenen, die es nicht in den Film geschafft haben. So gibt es einige Szenenbilder, die einen Ureinwohner zeigen, dessen Bein von Piranhas aufgefressen wurde. Die Szene wurde am Amazonas gedreht. Für diese Szene wurde extra ein Darsteller mit Oberschenkelamputation engagiert. Eine Beinorthese wurde mit Piranha-Fischen bespickt und er hob das Bein aus dem Wasser, so dass es aussah, als ob die Fische ihm das Bein abgefressen hatten. Laut Deodato wurde die Szene nur geprobt, im Dokumentarfilm Searching for Cannibal Holocaust sagte Ronaldo Blanca, ein Statist, der mehrere Rollen im Film hatte, jedoch, er habe das Kommando „Action“ laut und deutlich vernommen. Dies bestätigte später auch ein Produzent, dass er dabei war, als die Szene gedreht wurde. Sie habe Deodato jedoch nicht gefallen.
Eine weitere Szene war ein Kampf zwischen einem Kaiman und einer Anakonda, von dem es nur ein Bruchstück in den fertigen Film schaffte. Eine weitere Szenenfoto zeigt, wie die Darsteller der indigenen Volksgruppe ein Krokodil tragen.
Es existiert zum Pseudodokumentarfilm Last Road to Hell eine zweite Fassung mit alternativen Szenen, die letztlich jedoch nicht in den Film aufgenommen wurden. Ursprünglich geplant waren von Deodato inszenierte Hinrichtungsszenen, zu denen aber auch nur ein Setfoto erhalten ist.
Für einige Märkte wurden zudem alternative Szenen mit bekleideten Darstellern sowohl der Wilden als auch der übrigen Crew gedreht, die in diversen Filmfassungen verwendet wurden.

### Musik
Die Musik zum Film stammt von Riz Ortolani. Sie wird sowohl in der Spielfilmhandlung als auch im Found-Footage-Film verwendet. Erklärt wird dies damit, das der Cutter beim Sichten des Materials bereits Produktionsmusik auf die Tonspur gesetzt hätte. Deodato kontaktierte Ortolani insbesondere deshalb, weil er die Musik der Mondo-Filme von Gualtiero Jacopetti mochte. Ortolani verwendete erstmals musikalische Elemente der 1980er Jahre und setzte Synthesizer ein. Außerdem verwendete er ein Rock-lastiges Stück, das er mit einem Symphonieorchester unterlegte. Ein Großteil der Songs ist in Adagio gehalten. Der Soundtrack sollte mit seinen sanften Melodien einen starken Kontrast zu den realistischen und brutalen Bildern liefern. Der Soundtrack selbst wurde erst 1995 erstmals als Album veröffentlicht und seitdem mehrfach neu aufgelegt und in verschiedenen Fassungen veröffentlicht.
| Nr. | Titel                           | Laufzeit |
| --- | ------------------------------- | -------- |
| 1.  | Cannibal Holocaust (Main Theme) | 2:57     |
| 2.  | Adulteress' Punishment          | 3:21     |
| 3.  | Cameramen's Recreation          | 3:16     |
| 4.  | Massacre of the Troupe          | 3:53     |
| 5.  | Love with Fun                   | 2:55     |
| 6.  | Crucified Woman                 | 2:20     |
| 7.  | Relaxing in the Savana          | 3:06     |
| 8.  | Savage Rite                     | 3:41     |
| 9.  | Drinking Coco                   | 3:23     |
| 10. | Cannibal Holocaust (End Titles) | 3:54     |

## Themen und Motive

### Realismus
Ein großes Motiv des Films ist das Thema Realismus und Authentizität. Der Film spielt mit diesen Elementen auf eine Weise, wie es der Mondo-Film der 1960er ebenfalls getan hat. Dazu werden mehrere Ebenen in den Film einbezogen. Das erste Element ist sicherlich der oft als Green Inferno betitelte Film-im-Film. Während die Rahmenhandlung im 35-mm-Filmformat gedreht wurde, wurde der Film-im-Film im kleineren 16-mm-Format gedreht. Die Szenen wurden ebenfalls per Handkamera gedreht und absichtlich verwackelt. Auch finden sich flackernde Lichter und Nummern, die in den Film eingearbeitet wurden. In der Nachbearbeitung wurden zusätzlich Teile der Negative zerkratzt, um ein möglichst authentisch wirkendes Filmmaterial einzuarbeiten. Auch die Schauspieler erwähnen häufig die Anwesenheit der Kamera oder weisen auf den Dreh hin.
Ein weiteres Mittel war die Gewalt gegen Tiere, die im Film zum Teil fast schon zelebriert wird. Die Überlegung hinter diesen Tiersnuff-Szenen war vor allem, das der Zuschauer so weiter in die Irre geführt werden könne. Denn wenn schon diese Szenen echt seien, wie sei es da mit der Gewalt gegen Menschen? Hinzu kam, das einige Szenen nach damaligen Maßstäben sehr realistisch umgesetzt wurden. Daneben wurde echtes Material im Kurzfilm The Last Road to Hell verwendet, wobei dies wiederum ironischerweise im Film dann als inszeniert beschrieben wird. Ebenso ist die Lokalisation der Bilder falsch beschrieben, sie stammen im Film aus Vietnam und damit nur aus einem Land.
Auch die Werbekampagne setzte klar auf den realistischen und authentischen Blickwinkel. So wurde der Film in Italien tatsächlich in einigen Kinos als Dokumentarfilm vermarktet. Die Texte der Filmposter zielten ebenfalls darauf ab, den Film als realistisch zu beschreiben.
Jedoch gibt es auch einige Szenen, die dem Realismus entgegenwirken. So beispielsweise Musikeinsatz im Dokumentarfilm und einige offensichtliche Schnitte. Zwar wurden vor allem unbekannte Schauspieler verpflichtet, doch gerade bei dem Schauspieler des Harold Munroe handelt es sich um den aus dem Erwachsenenfilm bekannten Robert Kerman, so dass dem geneigten Zuschauer schnell klar wird, dass es sich um Fiktion handelt.

### Wer sind die wahren Kannibalen?
Der Schlusssatz des Filmes lautet im englischen Original: „I wonder who the real cannibals are?“, („Ich frage mich, wer die echten Kannibalen sind.“) Während in früheren Kannibalenfilmen meist Forscher oder Unschuldige in die Hände von Kannibalen gerieten, ist bei Nackt und zerfleischt erstmals die Opferrolle komplett gedreht. Das Dokumentarfilm-Team um Alan Yates tritt in eine Welt ein, die sie nicht verstehen und auch gar nicht verstehen wollen. Sie missachten die Kultur und missbrauchen die Eingeborenen für ihre eigenen Zwecke. Die Motivation ist Sensationsgier und der Wille mediale Bilder zu inszenieren, die vermarktet werden können. Dieses Grundmotiv zieht sich durch den Film und stellt die eigentliche Aussage dar: eine Medienkritik. Deodato will bewusst zeigen, wie Medien manipulieren und auch Nachrichten falsch sein können und inszeniert werden.
Auch der Kannibalismus-Aspekt ist verdreht. Bei den Taten der sogenannten „Wilden“ handelt es sich nicht um einen für den Kannibalismus nötigen Rechtfertigungsgrund, zum Beispiel religiöser Natur oder für das Überleben. Tatsächlich geht es in diesem Fall nur um Rache. Die Taten der Yanomo sind tatsächlich reiner Vergeltungsmord. Es handelt sich um eine Reaktion auf Eingriffe von außen, eine Wiederherstellung der Urgesellschaft, die durch die Dokumentarfilmcrew aufs Schändlichste gestört wurde.
Deodato gelingt es zwar den Zuschauer nachhaltig zu verunsichern, dennoch gelingt die eigentliche Message des Films nicht auf allen Ebenen. So verwendet der Film die Sensationslust, die er anprangert, tatsächlich selbst. Sei es durch die unnötigen Tiertötungen, sei es durch die Verwendung echten Materials. Zudem stellt er auch die Kannibalen als primitiv und gewalttätig dar. Marcus Stiglegger wies darauf hin, dass die „provokative, rassistische und korrupte Handlungsweise des dargestellten Filmteams (…) eindeutig moralisch verworfen“ würde, fragt sich im Gegenzug aber, ob „derartige rudimentäre Diskurse (…) überhaupt vom Rezipienten wahrgenommen werden.“ Im Gegenzug wies ihm jedoch QRT in seinem Aufsatz Das rohe Fleisch der Leinwand den Status der „Wissenschaftlichkeit“ zu und nannte ihn einen der „reflektierendsten Filme, den die Kino-Geschichte hervorgebracht hat.“

### Darstellung von Krieg
Calum Waddell interpretierte Teile von Nackt und zerfleischt als eine Art Allegorie zum Vietnamkrieg. Bereits kurz zuvor war dies Thema in den Filmen Die durch die Hölle gehen (1978) von Michael Cimino und Apocalypse Now (1979) von Francis Ford Coppola. Zu letzterem zog Deodato ebenfalls Parallelen. Auch wenn das Setting ein anderes ist, so ist das Motiv des Krieges in dem Film mehrfach Thema. Im Film selbst wird gesagt, dass die beiden Stämme der Yanomami und der Shamatari im Krieg seien. Zudem befinden sich auf der Seite des westlichen Teams Söldner, die Harold Monroe bei seiner Suche nach dem verschollenen Filmteam begleiten. Auch einige der „primitiven“ Fallen der Stämme erinnern an die Fallen des Vietcong. Ebenso das Setting im Dschungel. Das Verbrennen der Strohhütten ist ziemlich deutlich an das Massaker von Mỹ Lai angelehnt.

### Biblische Metaphorik
Drei von vier im Film erwähnte Titel sind religiös konnotiert: The Green Inferno bezieht sich auf die Hölle wie in Dantes Inferno (Göttliche Komödie), bei The Last Road to Hell kommt die Hölle im Titel vor und im Drehbuch kommt noch einmal das Last  Paradise, also das Paradies zur Sprache. Bei den Dialogen wurden ebenfalls Bezüge zur Religion eingearbeitet, darunter Aussprüche wie „Good Lord!“ (etwa: „Guter Gott!“) als Ausruf des Entsetzens. Auch Monroe kommentiert Gegenstände und Handlungen der Eingeborenen als Äquivalent zu den Reliquien und der Liturgie der Katholiken und Protestanten. Auch Kreuzigungen werden in den Hinrichtungs- und Vergewaltigungsszenen zumindest angedeutet. Ebenfalls kommt eine Steinigung vor. Die religiöse Metaphorik wird außerdem in der Eröffnungssequenz in New York unterstrichen, wo bei einer Kamerafahrt  prominent eine Kirche gezeigt wird.

## Kontroversen

### Zensurgeschichte
In vielen Ländern trafen den stellenweise außerordentlich brutalen Film Zensurmaßnahmen, Indizierungen oder Beschlagnahmungen, unter anderem auch in Deutschland. Selbst innerhalb der Horrorfilm-Fangemeinde kam Kritik an den im Kannibalengenre verbreiteten realen Tiertötungen auf. Deodatos Aussage zufolge wurden diese anschließend vom Filmteam oder den Eingeborenen gegessen.
In Deutschland sind bis heute mehrere ungeschnittene Auflagen des Films durch richterliche Beschlüsse aufgrund des § 131 StGB beschlagnahmt und auch geschnittene Fassungen wurden indiziert. Die erste Auflage in Deutschland, die Kino-Verleihversion von Jugendfilm enthielt einige von der FSK geforderte Schnitte, um die Freigabe ab 18 Jahren zu erreichen. Insgesamt fehlen jedoch nur etwa vier Minuten, was im Vergleich mit den späteren Videothekenfassungen wenig ist. Für die Videothekenfassungen zeichnete Marketing-Film verantwortlich, die ihn in einer auf 82 Minuten gekürzten Leih- und Kaufversion auf den Markt brachten. Insgesamt handelte es sich um Schnitte in Länge von 7:27 Minuten bei 14 Szenen. Unter anderem fehlen Teile der rituellen Bestrafung der Ehebrecherin, die Abtreibungssequenz sowie die Vergewaltigung des Mädchens. Auch im Finale fehlen Szenen der Vergewaltigung an Faye sowie der Rache des Stamms. Geschnitten wurden aber auch Szenen, die zum Verständnis des Films notwendig wären, zum Beispiel der anfängliche Warnhinweis an den Zuschauer sowie der Hinweis, dass es sich um entwendetes Filmmaterial handele, das eben nicht der Vernichtung, wie in den Finalszenen vom Studioboss angeordnet, anheimfiel.
In den 1990er Jahren war der Film als Importversion über die Niederlande mit englischer Tonspur und niederländischen Untertiteln erhältlich. Auch mehrere Bootleg-Versionen existierten. Astro veröffentlichte in den späten 1990er Jahren ungeschnittene Fassungen auf VHS und Anfang der 2000er Jahre auf DVD. Die ungekürzten Fassungen von Astro und Grindhouse Releasing (US-Import) unterliegen in Deutschland einem Beschlagnahmebeschluss. Insgesamt liegen elf Indizierungs- und Folgeindizierungs-Bescheide vor.
In Großbritannien wurde der Film zu den sogenannten „Video Nasties“ des British Board of Film Classification (BBFC) gezählt, eine Kategorie für Filme, die als obszön galten und daher in Großbritannien entweder gar nicht oder nur geschnitten veröffentlicht wurden. Der Film wurde tatsächlich erst 2001 der BBFC zur Prüfung vorgelegt. Er wurde mit 5 Minuten und 44 Sekunden ab 18 Jahre freigegeben. Dies bezog sich vor allem auf Szenen sexueller Gewalt und die fünf expliziten Tiertötungsszenen. 2011 wurde der Film erneut zur Prüfung vorgelegt. Zwar würde der Film immer „noch schockierend und abstoßend wirk[en]“, der Ausschuss kam jedoch „zu dem Schluss, dass die Szenen sexueller Gewalt, die 2001 gekürzt worden waren, keine Kürzungen im Erwachsenenbereich mehr rechtfertigen.“ Jedoch musste die Tötung eines Nasenbärens erneut entfernt werden, weil das Tier nach Ansicht der Prüfer auf grausame Weise leiden musste. Dies widersprach dem Cinematograph Films (Animals) Act von 1937. Die vier anderen Tötungen wurden jedoch nun milder beurteilt, weil die Tiere nicht leiden mussten. Daher konnten die Szenen im Film verbleiben. Der Film wurde damit mit einem 15-Sekunden-Schnitt freigegeben.
In Italien wurde der Film innerhalb von zehn Tagen nach der Eröffnung wegen der Tiertötungen beschlagnahmt. Erst 1983 gelang es Deodato den Film in seiner Gänze wieder frei zu bekommen.
In den Vereinigten Staaten, wo es im Prinzip keine Zensurmaßnahmen im Bereich der Altersempfehlung gibt, wurde mit Rücksicht auf den Konsumenten von Grindhouse Releasing eine „cruelty free“-Version ohne Tierquälerei auf den Markt gebracht.

### Snuff-Gerüchte
Auch wurde Deodato bereits wenige Tage nach der Veröffentlichung vorgeworfen, es handle sich um einen Snuff-Film, für dessen Umsetzung angeblich Menschen zu Tode gekommen seien, bzw. echte Menschenleichen verwendet wurden. Insbesondere die Szene, in der eine Frau angeblich gepfählt wurde, machte den Film zu einem der umstrittensten Werke der damaligen Zeit. Tatsächlich wurde die Pfählungsszene mittels eines Baumstammes umgesetzt, an dessen Ende sich ein Fahrradsattel befand. Der Darstellerin wurde dann symmetrisch zum „Unterstamm“ ein Ast aus „Weichholz“ in den Mund gesteckt. Es gab auch viele Gerüchte, die meisten davon von Deodato selbst gestreut. So behauptete er, es habe wegen des Filmes eine Mordanklage gegen ihn gegeben. Bis auf seine Aussagen in Interviews gibt es dafür genauso wenig Belege, wie für das Gerücht, die Schauspieler hätten einen Vertrag unterschrieben, ein oder zwei Jahre an keinem weiteren Film mehr mitzuwirken. Die Gerüchte werden von verschiedenen Medien immer mal wieder aufgegriffen.

### Tierquälerei und Tiersnuff-Szenen
Im Film sind mehrere Szenen expliziter Tiertötungen zu sehen. Die berühmteste ist sicherlich die Tötung einer Schildkröte, die enthauptet und auseinandergerissen wird. Während die Szene für viele Zuschauer besonders bestialisch wirkte, auch weil das Tier post-mortem Zuckungen zeigte, kam die BBFC zu dem Schluss, dass das Tier durch einen sauberen Schnitt getötet wurde. Damit fiel die Szene nicht unter die britische Rechtsprechung für Tiertötungen im Film. In einer anderen Szene wird von einem der Schauspieler ein kleines Schwein erschossen. Hier weigerte sich Carl Gabriel Yorke dies zu tun, die Szene wurde schließlich jemand anderem gegeben. Einem Affen wird in einer Szene der Kopf halb abgetrennt. Am grausamsten nach BBFC-Sicht war die Tötung eines Nasenbären, die bis heute in Großbritannien nicht zu sehen ist. Daneben gibt es einige Szenen, nicht unähnlich denen von Naturdokus, bei denen zwei Tiere aufeinander gehetzt wurden. Die meisten stammten aus dem Bestand von Mike Tsalikys.
Deodato rechtfertigte sich häufig damit, dass die Schauspieler, insbesondere die der „Wilden“, die Tiere sowieso aßen. Wie viele Aussagen von Deodato sind diese nur teilweise richtig. Bestätigt wurde, dass Teile der Crew die Tiere aßen. Jedoch gehörten viele der Tiere gar nicht zum heimischen Bestand, sondern wurden von Tsalikys als Touristenattraktionen eigens gezüchtet. Zudem äußerten sich auch einige Schauspieler voller Ekel über die Szenen. So weigerte sich Yorke auch später von dem Schwein zu essen.
Im Gegensatz zu der angeblichen Mordanklage wurde Deodato wegen der im Film zu sehenden Tierquälerei tatsächlich verurteilt. Er erhielt eine viermonatige Bewährungsstrafe und eine Geldstrafe von 400.000 Lire (ca. 300 Euro).

### Rassismus

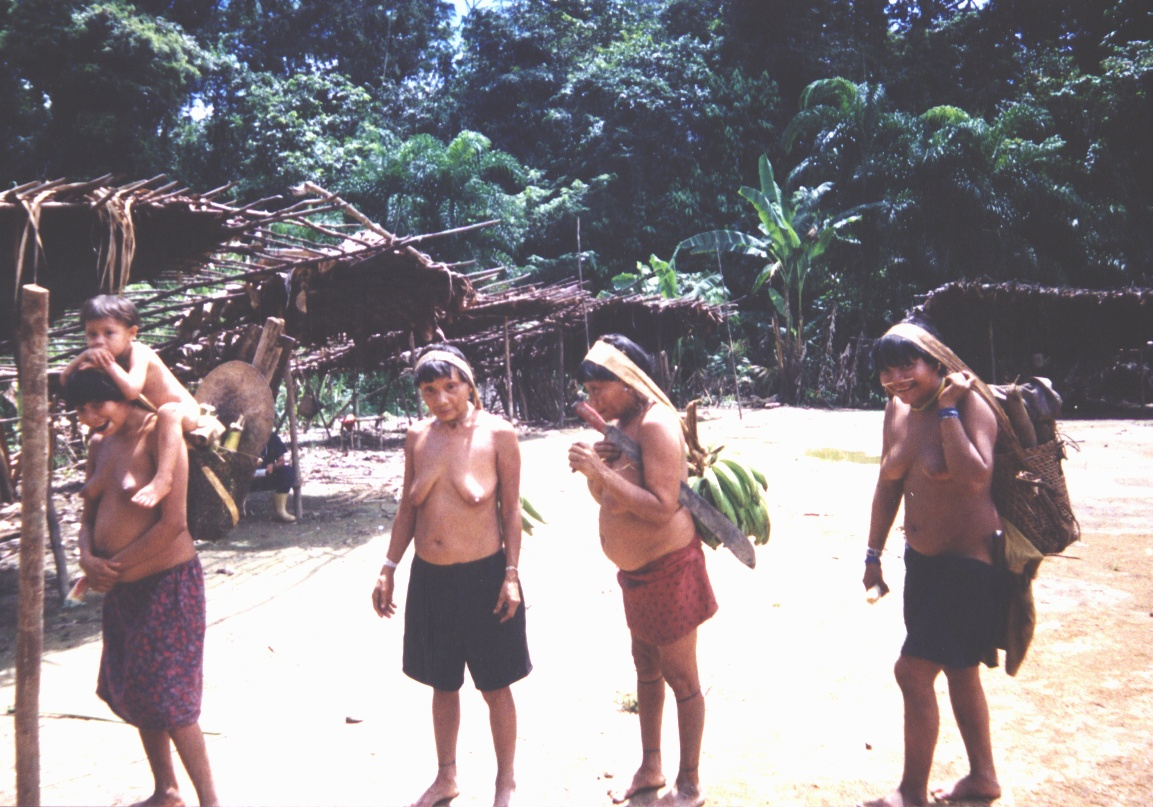
Beispielbild der im Film vorkommenden Yanomami. Die Darstellung im Film unterscheidet sich deutlich von der tatsächlichen Lebensweise der indigenen Volksgruppe.

Die Indizierung 1982 wurde nicht nur mit Gewalt begründet, sondern auch damit, dass Kinder und Jugendliche zum Rassenhass angeleitet werden. Laut der damals Bundesprüfstelle für jugendgefährdende Schriften genannten Behörde werden die indigenen Völker im Film als „derartig minderwertige Rasse dargestellt, daß Kinder und Jugendliche zu der Überzeugung kommen müssen, daß diese Menschen weniger wert sind und sie daher geringer zu schätzen sind, als andere.“ Dieses Urteil wurde in der Folgeindizierung vom 18. Mai 2007 erneut bestätigt und hervorgehoben, dass dies auch noch heute zuträfe.
Deodato beschrieb später, dass die Situation mit den verschiedenen Stämmen tatsächlich so sei, wie im Film dargestellt. Es gab zu jener Zeit eine Reihe wilder Stämme, die kaum Bezugspunkte zur nahe gelegenen Zivilisation hatten und zum Teil archaische Riten pflegten. Neben friedlichen habe es auch kriegerische Stämme gegeben. Deodato beschrieb auch, dass die Stämme, mit denen er gedreht habe, tatsächlich Kannibalen gewesen seien. Dies waren starke Übertreibungen, um den Film als authentisch und realistisch vermarkten zu können. In späteren Dokumentationen wurde dies widerlegt. So führte Caldwell in Searching for Cannibal Holocaust Interviews mit ehemaligen Schauspielern, die Ureinwohner darstellten. Die beiden letzten überlebenden Darsteller aus den indigenen Volksgruppen beschrieben im Dokumentarfilm Searching for Cannibal Holocaust die Dreharbeiten als großen Spaß. Dennoch war Armut in Leticia weit verbreitet und die italienische Filmcrew nutzte die einheimische Bevölkerung durchaus aus. Eine Praxis, die auch in anderen Filmen wie Zombies unter Kannibalen (1979) angewandt wurde. Dort mussten die Vietnamesen beispielsweise Leber und ähnliches essen, waren aber eigentlich strikte Vegetarier, so dass sie sich nach jeder Szene übergaben. So stark war die Ausbeutung bei Nackt und zerfleischt nicht. Später beschrieb Schauspieler Robert Kerman, dass den Darstellern der „Wilden“ 10 US-Dollar am Tag gegeben wurde, für die meisten damals eine stattliche Summe. Auch habe es durchaus Gespräche zwischen den unterschiedlichen Schauspielern gegeben. Man habe auf italienisch gesprochen und die Kolumbianer hätten auf spanisch geantwortet. Man habe sich verstanden. Auch seien die meisten Schauspieler normale Arbeiter gewesen, die in der Stadt wohnten und im Privatleben Jeans trugen.
Kolumbien zu jener Zeit war im Wesentlichen noch geprägt vom US-amerikanischen Imperialismus und Kolonialismus. Dass viele indigenen Volksgruppen sich ihre wilden Wurzeln bewahrten war auch dem geschuldet, das sie sich vor westlichen Einflüssen schützen wollten. Natürlich war Kannibalismus zu diesem Zeitpunkt kein Thema mehr und die Darstellung von Deodato war vollkommen übertrieben.
Gerüchteweise soll Nackt und zerfleischt und auch Deodatos Vorgänger-Kannibalenfilm Mondo Cannibale, 2. Teil – Der Vogelmensch von dem kontroversen englischen Sachbuchs Yanomamö: The Fierce People von Napoleon Chagnon beeinflusst worden sein. Der Stammesname findet tatsächlich auch Verwendung im Film. Deodato gab später jedoch für beide Filme vor allem die Reportagen der Zeitschrift National Geographic als Haupt-Inspirationsquellen an. Auch die Geschichte des sogenannten Baumvolkes war frei erfunden. Die Szenen rührten daher, dass es am Set einige besonders schöne alte Bäume gab, die man als eine Art natürliches Baumhaus drapieren konnte.
Die Darstellung der „Wilden“ hat auch im Kontext der Grundaussage des Films stark rassistische Tendenzen. Von der Grundaussage her ist es im Film eigentlich der „weiße Mann“, der das Leben der Eingeborenen stört und deshalb zu Tode kommt. Dazu passen aber einige Bilder ganz offensichtlich nicht, die von den vermeintlich guten Stämmen ausgeübt werden. Es gibt zwei explizite Hinrichtungsszenen im Film, die barbarische Akte der Vergewaltigung und Tötung zeigen, ohne dass ein plausibler Grund geliefert wird. In diesen Szenen werden die Wilden als das Böse dargestellt, die beiden Frauen aus niederen Motiven getötet: ein Mal von einem Angehörigen eines anderen Stammes und einmal, weil die Frau offensichtlich von dem falschen Stammesangehörigen schwanger wurde. Die Szenen stehen im Film weitgehend unkommentiert.

### Misogynie
Durch den Rassismus und die Tiermorde geriet das misogyne Menschenbild, das Deodato mit dem Film bediente, in den Hintergrund. Die Stämme werden als patriarchalisch beschrieben mit einem Häuptling als Oberhaupt. Frauen kommen bei den Stämmen nur als Opfer von Gewalt vor. In beiden Teilen, sowohl bei der Suche nach dem Filmmaterial als auch im späteren Dokumentarfilm sind bei den Stämmen Frauen Opfer von archaischen Ritualen im Rahmen zweier brutaler Hinrichtungen, eine davon in Form einer brutalen Vergewaltigung, die andere nach einer postnatalen Ermordung des Säuglings. Aber auch in der Dokumentarfilmcrew ist das Frauenbild nicht besser. So wird Faye Daniels gegen ihren Willen beim Sex mit Yates gefilmt und zwar vor den verängstigten Indigenen. Die Crew vergewaltigt und ermordet eine Frau des Stammes auf brutalste Weise. Ihr Leben wird im Kontext des Dokumentarfilms als wertlos beschrieben. Selbst Faye, die versucht die Vergewaltigung aufzuhalten, reagiert nur deshalb, weil Filmmaterial verschwendet würde. Bei der Rache des Stammes entlädt sich wiederum die gesamte Gewalt an Faye, während die männlichen Crewmitglieder fast beiläufig, die beiden letzten Überlebenden sogar im Off getötet werden. Daneben werden die männlichen Hauptdarsteller von Green Inferno als männlich, zum Großteil machohaft dargestellt. Auch in der Rahmenhandlung werden die Männer als Draufgänger und „Macher“ charakterisiert, während weibliche Charaktere bis auf eine Filmproduktionsassistentin gar nicht vorkommen.

## Rezeption

### Erfolg
Finanziell war Nackt und zerfleischt entgegen anderslautender Gerüchte zunächst kein großer Erfolg. Er lief in Italien zwar recht erfolgreich an, wurde jedoch nach wenigen Wochen auf Grundlage eines Gesetzes verboten, das Tierquälerei zum Inhalt hatte. Insgesamt spielte er in den zehn Tagen bis zum Verbot 2 Millionen US-Dollar ein. In Spanien und Frankreich lief er recht erfolgreich. In Deutschland lief er kurz in einer schwach gekürzten Fassung im Kino, die VHS-Version wurde um fast 10 Minuten gekürzt und dennoch indiziert. In den Vereinigten Staaten kam der Film erst 1985 in die Kinos. Ein Hit wurde der Film in Japan, wo er mit 21 Millionen US-Dollar Einspielergebnis Platz 2 der Kinocharts hinter E.T. – Der Außerirdische erreichte.
Für Deodato handelte es sich zugleich um einen Riesenerfolg, als auch um einen Dämpfer seiner Filmkarriere. Nach der Veröffentlichung wollte kein Produzent mehr mit ihm arbeiten. Mit der Vorauszahlung von Nackt und zerfleischt  konnte er jedoch sein nächstes Projekt Der Schlitzer finanzieren. Anschließend kehrte er zunächst in die Werbung zurück, bis er sich nach zwei Jahren mit Atlantis Inferno rehabilitierte. 1985 kehrte er mit Cut and Run zurück ins Kannibalengenre; wobei der Film eher als Abenteuerfilm zu sehen ist.

### Kritiken
Die Filmkritik behandelt den Film gespalten. Während einige im Film ein soziales Kommentar und eine Medienkritik sehen, sind viele Kritiker von der Gewalt und den realen Tötungen abgeschreckt. So beschrieb Sean Axemaker in seiner Kolumne Digital Delirium die Ambiguität der Bilder. Einerseits versuche Deodato „eine Aussage über die Vergewaltigung, Ausbeutung und Dämonisierung der Dritten Welt durch die zivilisierte Welt zu treffen, indem er aus Unschuldigen, die sich gegen ihre Unterdrücker erheben, Monster macht. Andererseits ist es für Deodato ein Vorwand, den Primitivismus zu einem Fetisch zu machen und Sex, Gewalt und Grausamkeit nach Herzenslust auszuschlachten.“ Auf Collider schrieb Chase Hutchinson ebenfalls über die Ambiguität des Films und zog das Fazit: „Nichtsdestotrotz bleibt der Film ein wichtiger Meilenstein in der Kinogeschichte, auch wenn man ihn am Ende nur ein einziges Mal sehen muss, um ihn zu schätzen.“
Positiv beurteilte ihn Stefan Höltgen vom Splatting Image. In seinem Essay zum Kannibalenfilm bezeichnete er ihn als „sicherlich der intelligenste und komplexeste Film dieses Subgenres. Alleine die mediale Autothematisierung und die transgressiven Verfahren der Authentizität bilden einen Sonderfall des modernen italienischen Horrorfilms.“
Das Lexikon des internationalen Films schrieb in seiner Kritik, es handele sich um einen „handwerklich routinierte[n] Film mit drastischen Grausamkeiten, der unfreiwillig zu einer zynischen Reflexion über die Vermarktung derartiger Bilder wird.“ In Hölle auf Erden, dem Lexikon des Horror- und Powerfilms von Andreas Bertler und Harry Lieber, schrieb Beutler, der Film wäre primitiv und oberflächlich inszeniert und erwecke lediglich durch „bestialische Gore-Effekte“ Aufsehen. In seiner Buchreihe Die Angst sitzt neben dir, die auf der Seite OFDb.de wiedergegeben werden, bezeichnete Frank Trebbin den Film als „ein sehr fragwürdiges Spektakel, welches zudem weder inhaltlich noch darstellerisch Klasse besitz[e]. Lediglich die handwerkliche Finesse Ruggero Deodatos bei der Publikumsmanipulation ist beachtenswert. Mittels eines Tricks (nämlich dem des wiedergefundenen Materials, das der Zuschauer als Film-im-Film betrachten darf), können nicht nur die abscheulichsten Rituale und hyperrealistischen Kannibalen-Freßorgien zelebriert werden, sondern der Rezipient wird in eine so zwanghafte Voyeursrolle gesteckt, daß das Zuschauen schon fast unerträglich wird.“
Bei Rotten Tomatoes erhielt der Film einen Tomatometer von 65 % auf der Basis von 17 Reviews. Der Popcornmeter, der von den Nutzern der Plattform bewertet wird, erreichte 61 % auf der Basis von mehr als 25.000 Bewertungen.
Auch wenn der Film nicht unbedingt dem Horrorfilm-Genre zugehörig erscheint, rangiert er in einigen Listen auf den vorderen Plätzen. Die britische Filmseite Totalfilm.com platzierte ihn auf Platz 10 seiner Liste der 50 besten Horrorfilme aller Zeiten, noch vor Das Ding aus einer anderen Welt von John Carpenter. Die Seite Wired führte ihn in der Liste der 25 besten Horrorfilme, die jedoch ohne Ranking auskam. IGN platzierte ihn auf Platz 8 seiner Liste der zehn besten Grindhouse-Filme. Entertainment Weekly erstellte 2024 eine Liste der besten 25 Found-Footage-Filme, bei der Nackt und zerfleischt Platz 15 erreichte.

### Filmhistorische Bedeutung
Nackt und zerfleischt wird oft als Höhepunkt des Kannibalenfilms betrachtet. Deodato inszenierte sein Werk teilweise in einem realistisch anmutenden Dokumentarstil. Der Film besitzt, im Vergleich zu anderen Filmen des Genres, sogar eine schlüssige Handlung. Er diente als Vorbild für zahlreiche Werke des Splatter- und Kannibalenfilms, wobei jedoch zumindest der Kannibalenfilm seinen Höhepunkt erreicht hatte und nach einer Reihe von ähnlich gelagerten Filmen langsam abebbte. Unter Horrorfilmfans gilt der Film als „must-see“.
Zudem thematisiert Deodato ein – wenn auch paradoxes – politisches Anliegen: Trotz seiner eigenen reißerischen Blutrünstigkeit schwingt sich der Film zur moralischen Kritik an der Sensationslust der Massenmedien auf. Des Weiteren sollen die vom Filmteam verübten Gräueltaten ein Verweis darauf sein, wie leicht der Damm aus Kultur und Zivilisation bricht. Gerade die Schlussbemerkung des Professors ist somit für die Selbstrechtfertigung des Films ungemein wichtig, da der darin enthaltene Hinweis auf die Verrohtheit des modernen, zivilisierten Menschen dem Film einen, wenn auch oberflächlichen, sozialkritischen Anstrich verpassen soll. Deodato verglich seinen Film unter anderem mit den Werken von Oliver Stone, darunter Natural Born Killers, dem eine ähnliche Intention sowie auch eine ähnliche Brutalisierung vorgeworfen wurde. Stone selbst verwendete tatsächlich einige Stilelement, darunter den Einsatz verschiedener Filmformate. Es gibt noch weitere Parallelen zwischen Stones Werken und Nackt und zerfleischt. Bereits in Platoon (1986) ließ er das Massaker von Mỹ Lai in ähnlicher Weise nachbilden, wie dies Deodato tat. Beim Drama JFK – Tatort Dallas (1991) verwendete er ebenfalls Dokumentarfilmmaterial während inszenierter Szenen.
Nackt und zerfleischt ist außerdem ein frühes Beispiel für den Found-Footage-Film, ein Genre, das Realität und Fiktion verschmelzt und insbesondere durch das Blair Witch Project (1999) populär wurde. Auch wenn eine Vorreiterrolle von Nackt und zerfleischt nicht wegdiskutiert werden kann, so gibt es weitaus frühere Beispiele, zum Beispiel den King-Kong-mäßigen Ingagi – Der Herr der Wildnis (1930). Beispiele aus der Zeit kurz vor Nackt und zerfleischt sind Strafpark (1971), Snuff (1976) und Black Emanuelle – Stunden wilder Lust (1977), bei denen vermeintliche Snuff-Aufnahmen in den Film eingebaut wurden. Eng verwandt ist Nackt und zerfleischt auch mit dem Mondo-Film, einem Genre das vermeintliche Dokumentaraufnahmen aus möglichst exotischen Ländern mischt, und den Death-Filmen wie Gesichter des Todes, die kurz zuvor populär wurden.
Tatsächlich sagten Daniel Myrick und Eduardo Sánchez, die Regisseure von „Blair“ Witch Project später, hätten sie von Nackt und zerfleischt gewusst, hätten sie Blair Witch Project wahrscheinlich nicht gedreht, weil ihnen die Idee dann nicht mehr neu vorgekommen wäre und sie etwas neuartiges schaffen wollten.

## Nachfolger und weitere Einflüsse
Nach dem Erfolg des Filmes entstanden zahlreiche Epigonen. Manche davon bezogen sich bereits im Titel auf den Film. Eine offizielle Fortsetzung wurde jedoch nie veröffentlicht. 1985 erschien ein Kannibalenfilm von Mario Gariazzo, welcher unter anderem auch unter dem Namen Cannibal Holocaust 2 erschienen ist, jedoch nichts mit dem Original zu tun hat, was viele Horrorfans als Markenschwindel sahen. 1988 erschien mit Green Inferno (im Original: Natura contro) unter der Regie von Antonio Climati ein weiterer Vertreter des Genres. Für die DVD-Auswertung wurde der Film in Cannibal Holocaust II umbenannt. Tatsächlich gibt es auch einige Anspielungen auf Nackt und zerfleischt, die man als Parodie sehen kann. So werden alle Tiere in dem Film schon fast liebevoll behandelt und das Verhalten einiger Ureinwohner erinnert ebenfalls an den Film. Dies ist kein Zufall, Deodato bezog sich mit Nackt und zerfleischt ebenfalls auf Werke von Drehbuchautor Gualtiero Jacopetti, insbesondere Mondo Cane, ein Mondo-Film, der Gewalt gegen Tiere vermarktete, und Africa Addio, der als Paradebeispiel für rassistische Pseudo-Dokumentarfilme gilt. Die Firma Relevant Entertainment kaufte die Rechte am Film und gab bekannt, dass eine Neuverfilmung des im Jahre 1980 gedrehten Originals geplant sei. Die Dreharbeiten sollten im Sommer 2007 beginnen. Mit Cannibals – Welcome to the Jungle von Jonathan Hensleigh erschien schließlich ein Film, der mehr eine Hommage an den 1980er Kannibalenfilm als ein echtes Remake war. Eli Roth bediente sich für seinen Film The Green Inferno des Titels des Film-im-Films und ließ sich deutlich von dem Film, den er als „Mutter aller Kannibalenfilme“ bezeichnete, inspirieren.
Neben der Anlehnung an den kompletten Titel wurde auch der „Holocaust“ in zahlreichen Filmen als Steigerung verwendet, oft in ausländischen Filmfassungen. So wurde im gleichen Jahr Zombies unter Kannibalen von Marino Girolami mit dem Originaltitel Zombi Holocaust veröffentlicht. Joe D’Amato wiederum drehte Insel der Zombies (1981), dessen Originaltitel Porno Holocaust ist.
Zur bekanntesten Filmszene des gepfählten Mädchens gibt es zahlreiche ähnlich gelagerte Szenen, unter anderem auch in Mainstream-Filmen. Joe D’Amato ließ nur ein Jahr später in Caligula 2 – The Untold Story einen Mann ähnlich ermorden. In Two Evil Eyes war es Dario Argento, der in seiner Episode einen Mann von einem Eisenstange pfählen ließ, so das diese aus dem Mund wieder herauskam. Im Kannibalenfilm Isle of the Damned (2008) wird die Szene zweimal zitiert. Im Mainstreamfilm Kong: Skull Island (2017) findet sich die Szene ebenfalls.

## In der Popkultur
Die Death-Metal-Band Necrophagia widmete dem Film 2002 eine Extended Play, wobei sich jedoch nur der Titeltrack auf den Film bezieht. Anlässlich des DVD-Releases von Nackt und zerfleischt wurde ein Musikvideo zu dem Titeltrack gedreht, das sich auf der DVD befindet.
Die Handlung des Films wurde 2017 von der deutschen Dark-Metal-Gruppe Eisregen auf deren Album Fleischfilm im Lied Die letzte Reise des Alan Yates (Metamorphose 2) verarbeitet.
Die deutsche Punkband The Lennons verwendete für ihr Livealbum Lebendig gefressen (1991) ein Bild einer Knochenskulptur aus dem Film.
In der 7. Episode der 2. Staffel der Fernsehserie Euphoria wurde das Main Theme von Riz Ortolani beim Abspann verwendet.